# Synthymia sielmanni
Synthymia sielmanni är en fjärilsart som beskrevs av Charles Boursin 1969. Synthymia sielmanni ingår i släktet Synthymia och familjen nattflyn. Inga underarter finns listade i Catalogue of Life.